# Obertiefendorf
Obertiefendorf ist ein Gemeindeteil der Gemeinde Töpen im Landkreis Hof (Oberfranken, Bayern).

## Geographie

### Geographische Lage und Verkehr
Das Dorf Obertiefendorf liegt nordöstlich des Hauptortes der Gemeinde Töpen unweit der thüringisch-bayerischen Grenze. Er liegt dicht bei dem westlichen und kleineren Nachbarort Untertiefendorf. Durch die Gemarkungen beider Ortsteile fließt der Kupferbach, der über den Tannbach in die Saale entwässert. Obertiefendorf befindet sich im Norden des Landkreises Hof und im oberfränkischen Teil des historischen Vogtlands, der als Bayerisches Vogtland bezeichnet wird. Geografisch liegt der Ort am Übergang des Thüringisch-Fränkischen Mittelgebirges in das Mittelvogtländische Kuppenland. Die Kreisstraße HO 1 erschließt das Umfeld verkehrsmäßig.

### Nachbarorte
| Mödlareuth (Bayern)/(Thüringen) |                                             | Münchenreuth mit Kreuzlein         |
| Untertiefendorf                 | Kompassrose, die auf Nachbargemeinden zeigt |                                    |
| Töpen                           | Hohendorf                                   | Schollenreuth, Unterhartmannsreuth |

## Geschichte
Die Geschichte der Gegend um Töpen begann um 1200, als im Gefolge der Vögte von Weida die Herren von Tepen in diese Gegend kamen. Diese starben 200 Jahre später aus und die Herren von Zedtwitz, von Beulwitz und von Feilitzsch waren in der Folgezeit Besitzer von Töpen mit seinem Umland. Die Ortsnamen von Tiefendorf und des Nachbarorts Hohendorf haben die Bedeutung hoch bzw. tief gelegenes Dorf. Die erste urkundliche Erwähnung von Töpen erfolgte im Jahr 1310. Zu dieser Zeit war Tiefendorf ein vögtisches Lehen. Zu dieser Zeit wurde noch nicht zwischen Ober- und Untertiefendorf unterschieden.
Das Gebiet um Töpen mit Tiefendorf gehörte mit dem Regnitzland zwischen dem 12. und 14. Jahrhundert zum Verwaltungsgebiet der Vögte von Weida, weshalb für dieses Gebiet heute auch der Name Bayerisches Vogtland gebräuchlich ist. 1373 verkauften diese ihre Ansprüche an die Burggrafschaft Nürnberg, aus dessen obergebirgischen Anteil sich später das Fürstentum Bayreuth entwickelte. Das Gebiet gehörte ab 1498 zu dessen „Militärkreis Hof“, aus dem sich in der ersten Hälfte des 16. Jahrhunderts die Landeshauptmannschaft Hof herausgebildet hatte. Die Gegend von Töpen war Teil des Hospital-, Kasten-, Kloster- und Stadtvogteiamts Hof. Mit dem Vertrag von Gefell im Jahr 1524 und der damit vereinbarten Grenzbereinigung zwischen Brandenburg-Bayreuth und Sachsen kam die Gegend um Töpen vollständig unter die Landesherrschaft des Fürstentums Bayreuth. Mit dem Fürstentum Bayreuth fiel Obertiefendorf im Jahr 1792 an das Königreich Preußen, anschließend an Frankreich und im Jahr 1810 an das Königreich Bayern. Dieses teilte den Ort dem Mainkreis zu, der ab 1817 als Obermainkreis und ab 1838 als Oberfranken bezeichnet wurde. Aufgrund des Erlasses des königlich-bayerischen Gemeindeedikts von 1818 entstand aus dem Steuerdistrikt Töpen die Landgemeinde Töpen. Zu dieser sogenannten Ruralgemeinde gehörte neben Obertiefendorf auch Untertiefendorf, Hohendorf und Töpen. Auch kirchlich und schulisch gehörte Obertiefendorf zu Töpen. Seit 1918 gehört Obertiefendorf zum Freistaat Bayern und seit 1939 zum Landkreis Hof.
Nach dem Zweiten Weltkrieg wurde das Leben im Ort durch die Nähe zur innerdeutschen Grenze und der Lage im Zonenrandgebiet deutlich beeinträchtigt. Erst mit der Wende und friedlichen Revolution in der DDR endete im Jahr 1989 diese Zeit.
Unter Denkmalschutz steht ein Frackdachhaus mit Fachwerkobergeschoss aus dem 18. Jahrhundert.